# 孝懿莊皇后
孝懿莊皇后李氏（1530年代—1558年），明穆宗朱载坖的元配妻子，直隶順天府昌平县人，父亲李铭。

## 生平
嘉靖三十二年（1553年）二月，李氏嫁给朱载坖，封为裕王妃。生长子朱翊鉽（5岁夭折）、次子朱翊鈴（1岁夭折）和长女（名不详，夭折）。嘉靖三十七年（1558年）四月，王妃李氏逝世，年仅20多岁。朱载坖即位后，亲定谥号，追谥李氏为孝懿皇后，朱翊鉽为宪怀太子，朱翊鈴為靖悼王，长女为蓬萊公主，将李氏的父亲李铭封为德平伯。明神宗即位后，追尊这位从未见面的嫡母为孝懿贞惠顺哲恭仁俪天襄圣莊皇后。

## 延伸阅读
[在维基数据编辑]
 《明史卷一百一十四》，出自《明史》
 在维基共享资源阅览影像